# Stublo
Stublo (em cirílico: Стубло) é uma vila da Sérvia localizada no município de Čajetina, pertencente ao distrito de Zlatibor, na região de Stari Vlah. A sua população era de 129 habitantes segundo o censo de 2011.

## Demografia
| 1948 | 1953 | 1961 | 1971 | 1981 | 1991 | 2002 | 2011 |
| ---- | ---- | ---- | ---- | ---- | ---- | ---- | ---- |
| 663  | 702  | 681  | 594  | 474  | 302  | 214  | 129  |